# 980 Anacostia
980 Anacostia eller 1921 W19 är en asteroid i huvudbältet, som upptäcktes 21 november 1921 av den amerikanske astronomen George Henry Peters i Washington, D.C.. Den är uppkallad efter Anacostia i Washington, D.C.
Asteroiden har en diameter på ungefär 74 kilometer.